# Борці (картина Ікінса)
«Борці» (англ. Wrestlers) — картина американського художника Томаса Ікінса, написана ним у 1899 році. В даний час картина (122,87 × 152,4 см) й ескіз олією (40,8 × 50,96 см) знаходяться в колекції Музею мистецтв округу Лос-Анджелес в Лос-Анджелесі (штат Каліфорнія, США). Менша версія незавершеної картини олією (101,6 × 127,2 см) знаходиться в Музеї мистецтв Філадельфії (штат Пенсільванія).

## Контекст

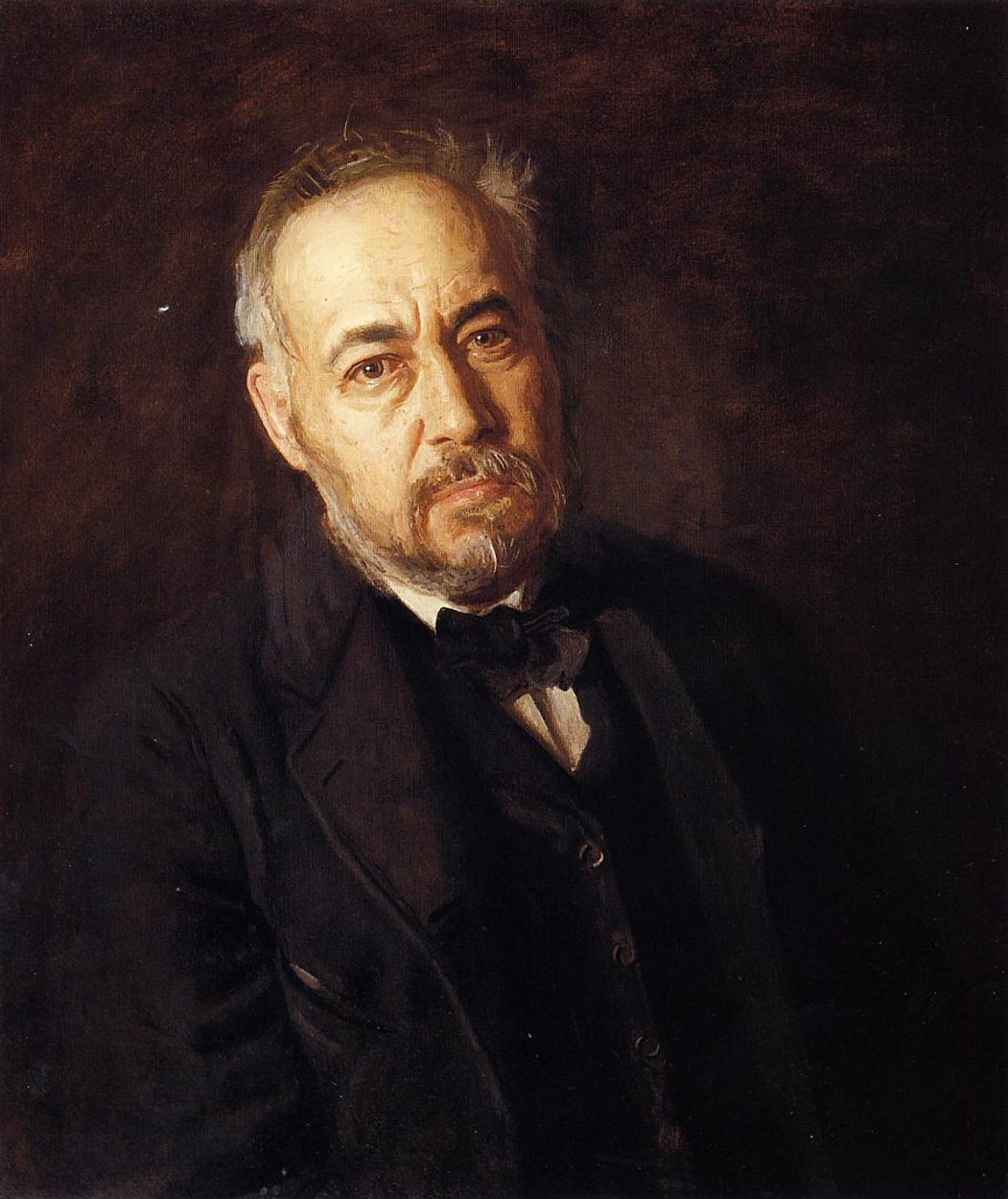
Томас Ікінс. Автопортрет (1902)

Томас Ікінс (1844—1916) вважається одним з найвідоміших художників Сполучених Штатів Америки, які реалістично зображували оголену людську натуру в олії й акварелі, скульптурі й фотографії. Захоплюючись спортом з дитинства, Ікінс у своїх картинах висловлював своє захоплення спортсменами й активним відпочинком, не забуваючи також про образи жінок і дітей, привабливих своєю яскравістю і задумою. Його картини, що зображують сцени боксу і боротьби, справили справжню революцію в мистецькому світі США, так само як і більш ранні полотна на теми греблі, плавання, вітрильного спорту, полювання, кінних змагань. Хоча критика його художніх методів не вщухла, прагнення Ікінса до точного зображення людської фігури допомогло йому зайняти гідне місце в світі мистецтва.

## Створення
Картина «Борці» була написана Ікінсом у 1899 році. Фотографія, на основі якої була створена картина, зроблена в понеділок 22 травня 1899 року в студії Ікінса на четвертому поверсі будинку його батька на 1729-й Маунт-Вернон-стріт у Філадельфії (штат Пенсільванія). Спортсменів-натурщиків для сцени сутички художнику допоміг знайти його друг спортивний оглядач Кларенс Кранмер. Ікінс писав картину точно слідуючи деталей фотографії, але при цьому зобразивши борців у гребному клубі Квакер-Сіті, який коли стояв на Боатгаус-Роу в Філадельфії. Примітно, що поява «Борців» приблизно збіглося за часом з відродженням Олімпійських ігор. Учень Ікінса, скульптор Семюел Мюррей, у 1899 році створив невелику статую на ту ж тему.
|                                                                           |                                                           |                                                              |
| Фотографія двох натурщиків, зроблена Томасом Ікінсом 22 травня 1899 року. | Ескіз олією. Колекція Музею мистецтв округу Лос-Анджелес. | Версія картини олією. Колекція Художнього музею Філадельфії. |

## Композиція
На картині зображений борцівський поєдинок між двома майже оголеними чоловіками, один з яких, просунувши руки під пахвами іншого, утримує його за допомогою прийому «подвійний Нельсон». На задньому плані зображені троє чоловіків: спортсмен на гребному тренажері, рефері та іншої борець. Підпис Ікінса розташовується на стіні борцівського залу. Основну увагу глядача сфокусовано на двох оголених фігурах, однак Ікінс, який цінував людське тіло в момент найбільшої досконалості, в своїй картині, ймовірно, не ставив за мету просту розвагу публіки. Про це може говорити і той факт, що на полотні можна помітити сліди рутинного американського життя, що проявилися в засмаглих особах і руках борців, які натякають на те, що чоловіки належать до робітничого класу.

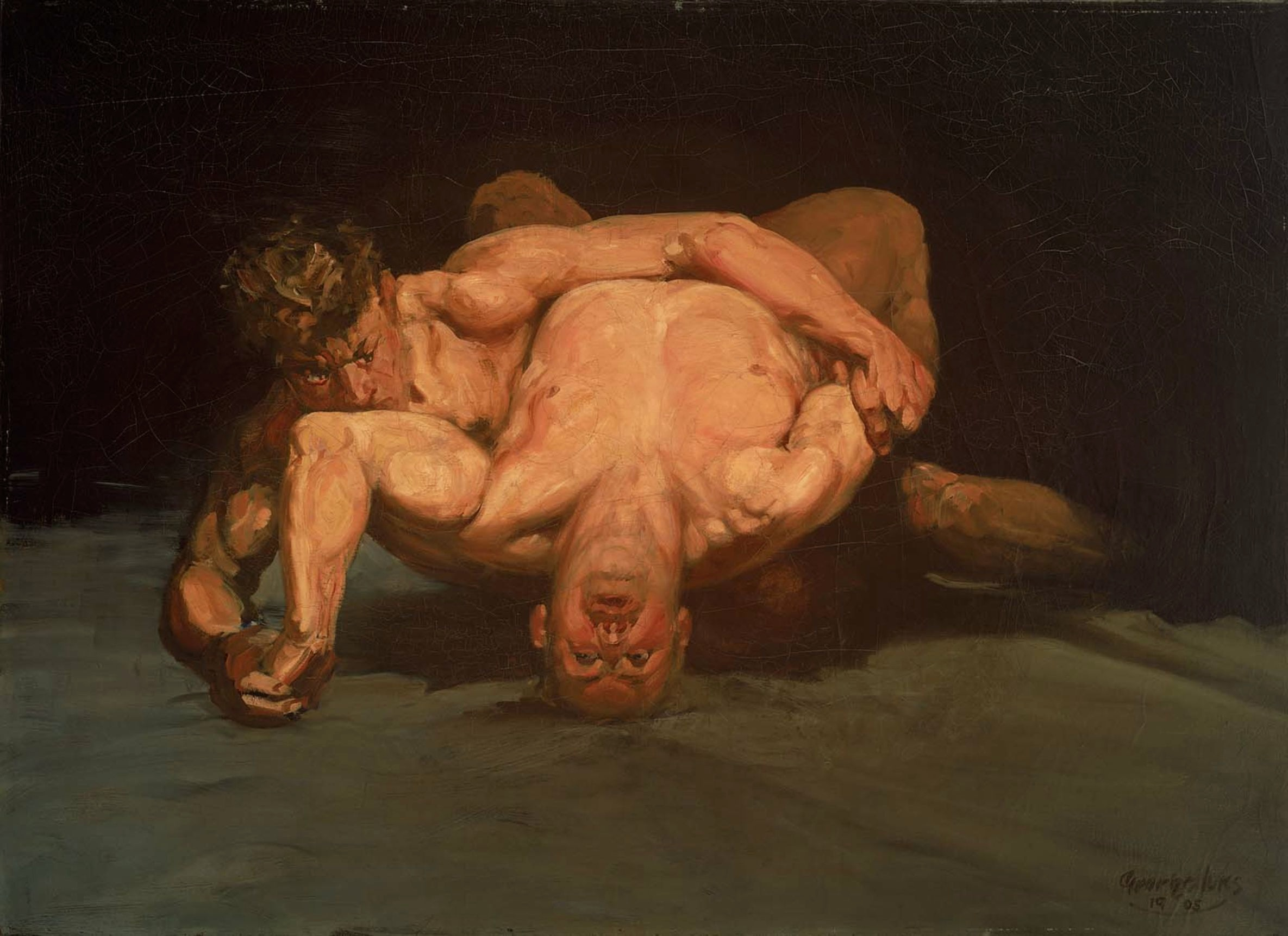
Джодж Лакс. Борці (1905)

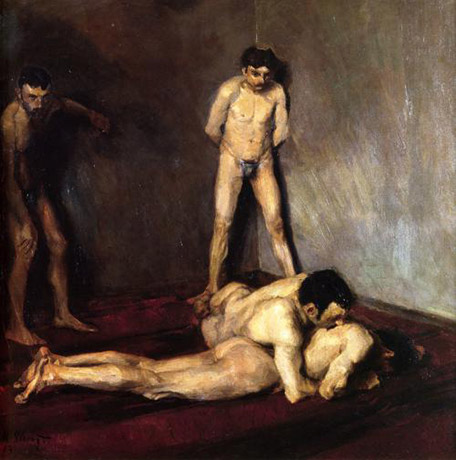
Макс Слефогт. Борцівська школа (1893)

Композиційна структура твору Ікінса, яка полягає в зображенні тіл, що зчепилися, перегукується з роботою іншого філадельфійця — Джорджа Лакса, який написав в 1905 році картину «Борці». У той час, як Лакс передав на полотні живу пристрасть, виражену здибленими тілами, Ікінс зобразив у своїй роботі момент утримання одного борця іншим, майстерно помічений поглядом художника в своїй студії. Лакс ніби оживив своїх героїв енергійними мазками і товстим «імпасто», а Ікінс, навпаки, накладав ретельно змішані мазки фарби на попередньо намічені контури фігур, чого навчився у Жерома. Відомо, що Ікінс ретельно стежив за боксерськими поєдинками для того, щоб деталі на його картинах відповідали дійсності, але він ніколи не намагався зобразити борців в реальній сутичці. Критик Аллен Гуттманн порівняв «Борців» Лакса й Ікінса з картиною «Школа борців» Макса Слефогта, зазначивши, що всі ці роботи схожі зображенням пари оголених борців, що лежать на землі в момент захвату.

## Сприйняття
«Борці» є однією з останніх великих тематичних картин, створених Ікінсом, тому цю роботу можна вважати чудовим підсумком розвитку деяких з найбільш важливих тем в його художній творчості. У 1927 році під час виставки картин, організованої в Лос-Анджелесі до 10-річчя від дня смерті художника, критик «Таймс» Артур Міллієр зазначив, що Ікінс «за силою мужності мужнього художника, яку можна порівняти лише з Курбе, прагнув з найбільшою силою показати те, що здавалося реальним йому в сучасному житті». Куратор Музею мистецтв округу Лос-Анджелес Айлін Сьзен Форт відзначала, що на картині видно, що «двоє людей, які борються з усіх сил, ніби символізують художника та його власні психологічні битви», при тому, що в цій сцені ясно розпізнається гомоеротичний підтекст, хоча сам Ікінс був гетеросексуалом і свідоцтв про його гомосексуальні зв'язки немає. На думку критиків, які оцінили ступінь наявності гомоеротичних мотивів у творчості Ікінса, з усіх його картин «Борці» можуть бути порівнянні лише з роботою «Місце для купання», на якій художник на тлі ідилічного пейзажу зобразив кількох молодих чоловіків, що купаються в класичних позах та відсилають глядача до давньогрецького мистецтва.